# Komsomolski (raïon de Mamontovo)
 (mai 2024).
Komsomolski (en russe : Комсомольский), est un village du raïon de Mamontovo du kraï de l'Altaï, en Russie sibérienne. Sa population s'élevait à 865 habitants au recensement de 2021.

## Géographie
Le village de Komsomolski se situe dans le kraï de l'Altaï, un kraï de Sibérie méridionale, en Russie, qui fait partie du district fédéral sibérien. Le village fait partie du raïon de Mamontovo, un raïon du sud-ouest du kraï, avec Mamontovo comme centre administratif. Il forme le selsoviet de Komsomolski, une municipalité, dont il est la seule localité.  
Komsomolski, comme tout le kraï de l'Altaï, est située dans le fuseau horaire MSK+4 (heure de Krasnoïarsk). Le décalage horaire appliqué par rapport au temps universel coordonné est +07:00.

## Démographie
Recensements (*) et estimations de la population,,,,:
| 2002 * | 2010* | 2021* | - | - | - |
| ------ | ----- | ----- | - | - | - |
| 1 333  | 1 145 | 865   | - | - | - |

Concernant les ethnies, en 2002, sur les 1 333 habitants, il y avait 98 % de Russes.